# Autorský film
Autorský film je druh filmu, jehož režisér současně zastává další klíčové kreativní a výrobní funkce – přinejmenším bývá také autorem scénáře, většinou i námětu, dále může být producentem, kameramanem, střihačem, výtvarníkem, skladatelem hudby nebo hereckým protagonistou. Podstatné je, že autor-režisér má úplnou kontrolu nad obsahem filmu a procesem výroby a do značné míry jde o jeho osobní dílo, zatímco u klasického studiového filmování má režisér úzce vymezenou roli vedení natáčení a proces je řízen spíše z produkce (která např. může režiséra i vyměnit, což by u autorského filmu bylo absurdní).
Z podstaty klade tato tvorba velmi vysoké nároky na osobu autora, který musí dobře zvládat několik různých činností, proto autorské filmy tvoří jen menšinu profesionální produkce. Autorské filmy jsou naopak hojně zastoupeny mezi amatérskými, studentskými nebo nízkorozpočtovými pracemi, protože umožňují snížení nákladů a zjednodušení produkce. Silné režisérské osobnosti však dokážou vyrábět autorské filmy i v prostředí velkých studií a na vrcholné úrovni. Často pracují desítky let se stabilním štábem (herci, kamera, střih, scenárista apod.) – např. Ingmar Bergman. Řada etablovaných autorských filmařů mohla svobodně tvořit díky dlouhodobé spolupráci s vstřícným producentem (např. Pier Paolo Pasolini s Alfredem Binim, Woody Allen s Ch. H. Joffem).

## Autorství
Podle běžného způsobu citování tvůrců filmu a obecného úzu je považován za nejdůležitějšího autora filmu režisér. V autorském filmu je podíl této osoby na díle, vzhledem k souběhu funkcí, ještě zvýrazněn.
Z autorského zákona vyplývá, že dalšími autory filmů jsou především scenárista, autor námětu (například spisovatel v případě adaptace jeho knihy), herci, kameramani, animátoři, tvůrci speciálních efektů, textaři, skladatelé, zpěváci, architekti (a někdy i zhotovitelé) kulis, autoři kostýmů, střihači, překladatelé a dabéři. Podle některých právních teorií (například názoru kolektivního správce autorských děl Ochranné asociace zvukařů autorů) jsou autory i mistři zvuku.[zdroj?]
Ačkoliv režisér bývá brán za hlavní osobu, k níž film vztahujeme (říká se tedy např. „Bergmanův film“, „Menzelův film“ apod.), z formálního hlediska je hlavním reprezentantem filmového díla  producent – proto ceny za nejlepší film (tj. za film jako celek) přebírá obvykle jeho producent, nikoliv režisér (ten případně může obdržet cenu za nejlepší režii).

## Příklady autorských filmařů
Známými tvůrci autorských filmů jsou například Charlie Chaplin, Orson Welles, Ingmar Bergman, Woody Allen, David Lynch nebo Miloš Forman. Patřil mezi ně i „nejhorší režisér všech dob“ Ed Wood.